# Umweltverschmutzung durch Plastik
Als Umweltverschmutzung durch Plastik wird die durch menschliches Entsorgungs-Fehlverhalten verursachte Deplatzierung von Objekten aus Plastik in der Umwelt bezeichnet. Sie entsteht, wenn etwa Plastikflaschen oder Plastiksäcke weggeworfen werden, statt diese fachgerecht zu entsorgen und sie so etwa dem Wertstoffkreislauf wieder zuzuführen.

## Begriffsbestimmungen, nähere begriffliche Eingrenzungen
Die unsachgemäße „Entledigung“ von Produkten aus Kunststoff in der Umwelt, die nach den meisten Rechtsordnungen der Welt als Vergehen eingestuft wird, wirkt sich durch die Verschmutzung der Umwelt negativ auf Menschen, Tiere und deren Lebensräume bzw. Habitate aus.
Plastikmüll ist ein Schadstoff und wird nach Größe in Micro-, Meso- und Macrodebris eingeteilt. Plastikartikel sind billig in der Herstellung und langlebig. Da sie für verschiedene Nutzungen einfach angepasst werden können, ziehen Herstellerfirmen oftmals Plastikmaterialien anderen Werkstoffen vor. Durch ihre chemische Struktur sind Plastikpartikel allerdings auch sehr widerstandsfähig gegen viele natürliche Zerfallsprozesse. Deshalb zersetzen sie sich nur langsam. Begünstigt durch diese beiden ökonomischen Wirkeinflüsse gelangt eine große Menge an Plastikmüll in die Umwelt, wo er – mit akkumulierender Ansammlung einhergehend – dann Teile der Biosphäre mit ihren Ökosystemen stark belastet.

## Allgemeines

### Umweltbereiche, die von der Verschmutzung durch Plastik betroffen sind
Verschmutzung durch Plastikmüll betrifft sowohl Land, als auch Gewässer (Flüsse, Seen und Ozeane).
Schätzungen gehen davon aus, dass küstennahe Siedlungen zwischen 1,1 und 8 Millionen Tonnen Plastikmüll verursachen, welcher ins Meer gespült wird. Es wird geschätzt, dass die Ozeane Ende 2013 ca. 86 Millionen Tonnen Plastikmüll enthielten; ca. 1,4 Prozent allen zwischen 1950 und 2013 produzierten Plastiks landete in den Weltmeeren und sammelte sich dort.
Einige Forscher erwarten, dass es im Jahr 2050 nach Gewicht mehr Plastikteile als Fische im Meer geben wird. Lebende Organismen, insbesondere Meeresbewohner, werden durch Plastikteile geschädigt: Sie verfangen sich zum Beispiel in Geisternetzen oder sie nehmen Schaden durch das Fressen von Plastikteilchen oder durch chemische Substanzen, welche durch den Zerfall von Plastikteilchen entstehen und Einfluss auf ihre physiologischen Prozesse nehmen. Zerfallender Plastikmüll hat einen direkten Einfluss auf Menschen, welche diesen entweder direkt (z. B. über Leitungswasser) oder indirekt (den Verzehr anderer Tiere) aufnehmen; dort kann er verschiedene Hormonsysteme stören.

### Kunststoffproduktion
Im Jahre 2019 wurden 368 Millionen Tonnen Kunststoffe produziert; 51 Prozent in Asien; China ist der weltgrößte Produzent von Kunststoffen. Es wird geschätzt, dass zwischen den 1950er-Jahren und 2018 etwa 6,3 Milliarden Tonnen Kunststoffe produziert wurden. Von dieser Menge wurde etwa 9 Prozent rezykliert und etwa 12 Prozent verbrannt. Die verbleibenden 79 Prozent gelangten als Schadstoffe in die Umwelt und verursachten Probleme in den Ökosystemen der Erde. Studien legen zum Beispiel nahe, dass bis zu 90 Prozent der Körper von Seevögeln Plastikteile enthalten. In bestimmten Gegenden wurden große Anstrengungen unternommen, Verschmutzung der Umwelt durch deplatzierte Entledigung von Plastiküberbleibseln zu reduzieren und weniger sichtbar zu machen; dies geschieht durch die Reduktion des Plastikverbrauchs, durch Aktionen, bei welchen Gebiete von Plastik gereinigt werden (Litter cleanup) und durch eine Steigerung der Attraktivität von Plastikrecycling.
Es wird angenommen, dass es im Jahr 2020 mehr Kunststoff auf der Erde gibt als die Biomasse aller Lebewesen, welche auf dem Land oder im Wasser leben. Im Jahr 2019 wurde das Basler Übereinkommen erweitert, welches den Import und Export von Plastikmüll regelt; die Idee war, den Export von Plastikmüll von Industriestaaten in Entwicklungsländer zu verhindern, oder stark einzuschränken. Fast alle Staaten sind diesem Abkommen beigetreten. Am 2. März 2022 erklärten sich 175 Staaten in Nairobi bereit, bis Ende 2024 ein Abkommen auf den Weg zu bringen, welches Verschmutzung der Umwelt durch deplatzierte Entledigung von Plastiküberbleibseln beenden sollte.
Während der COVID-19-Pandemie erhöhte sich die Nachfrage nach Schutzmasken und Verpackungsmaterial. Dies führte auch zu mehr Plastikmüll. Eine größere Menge an Plastik gelangte in die Ozeane, insbesondere solches aus medizinischem Abfall und aus Schutzmasken. Mehrere Nachrichtenbeiträge legen nahe, dass die Plastik produzierende Industrie versuchte, aus den Sorgen der Menschen um ihre Gesundheit (und der gestiegenen Nachfrage nach Einwegmasken und -verpackungen) Kapital zu schlagen; die Produktion von Einwegkunststoff sei erhöht worden.
Mehr als 13.000 Chemikalien werden mit Kunststoffen bzw. der Kunststoffherstellung in einem breiten Spektrum von Anwendungen in Verbindung gebracht, von denen mehr als 3.200 Monomere, Zusatzstoffe, Verarbeitungshilfsstoffe und nicht absichtlich zugesetzte Stoffe aufgrund ihrer gefährlichen Eigenschaften potenziell bedenklich sind. Zu diesen Eigenschaften gehören Karzinogenität, Mutagenität, Reproduktionstoxizität, spezifische Zielorgan-Toxizität, endokrine Störungen, Ökotoxizität, Bioakkumulationspotenzial, Umweltpersistenz und Mobilität, einschließlich des Potenzials für den weiträumigen Transport in die Umwelt an abgelegene Orte.

## Ursachen der Verschmutzung

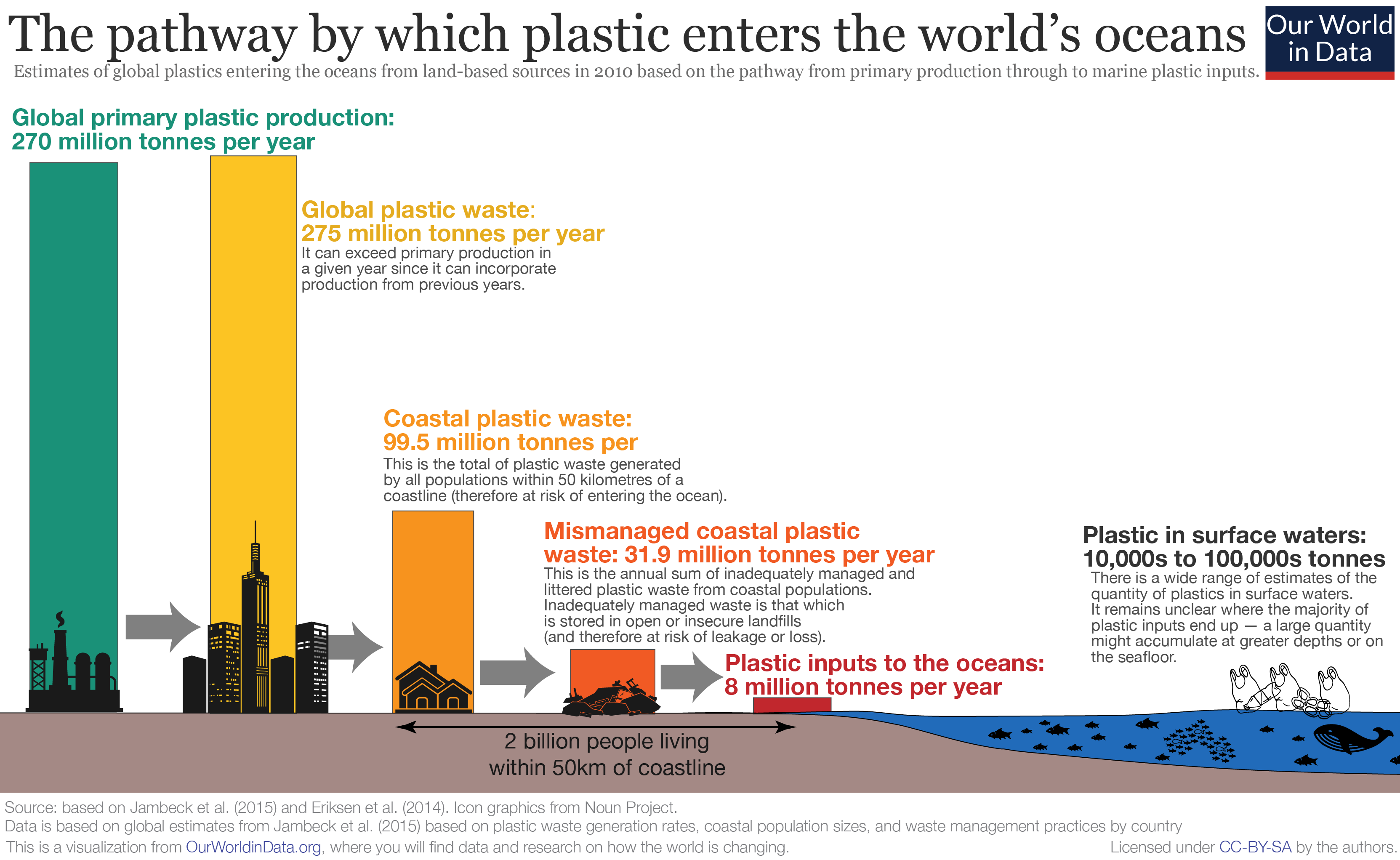
Der Weg von Plastik in die Ozeane

Es gibt unterschiedliche Schätzungen, wie viel Plastikmüll im letzten Jahrhundert produziert wurde. Eine Schätzung geht von einer Milliarde Tonnen Plastikmüll seit den 1950er-Jahren aus. Eine andere Studie rechnet mit 8,3 Milliarden Tonnen produziertem Plastik. Bei 6,3 Milliarden Tonnen handle es sich um Plastikmüll, nur etwa neun Prozent wurden wiederverwertet.

### Kunststoffe, die nach ihrem Gebrauch zu Plastikabfällen bzw. zu Altplastik werden
Es wird angenommen, dass dieser Plastikmüll zu 81 Prozent aus Polymerharzen, 13 Prozent Polymerfasern, und 32 Prozent aus Zusatzstoffen besteht. Im Jahr 2018 wurden mehr als 343 Millionen Tonnen Plastikmüll produziert. 90 Prozent davon entfällt auf Plastikmüll aus Industrie, Landwirtschaft, dem Gewerbe sowie Abfälle von Gemeinden. Bei den übrigen zehn Prozent handelt es sich um Plastikmüll, der entsteht, bevor der Verbraucher damit in Kontakt kommt: Solcher aus der Produktion von Kunstharzen und Plastikprodukten (d. h. Material, welches die Anforderungen an Farbe, Konsistenz, oder andere Eigenschaften nicht erfüllt). Ein Großteil des industriellen Plastikmülls besteht aus Plastikverpackungen. Es wird angenommen, dass Verpackungen bis zu 5 Prozent des Siedlungs-Feststoff-Abfalls (engl. municipal solid waste) ausmachen. Bei diesen Verpackungen handelt es sich etwa um Plastikflaschen, Töpfe, Wannen, Einkaufstaschen aus Plastikfolien, Müllsäcken, Luftpolsterfolien sowie Plastikschaum und Polystyrol. In der Landwirtschaft entsteht Plastikmüll zum Beispiel durch Bewässerungsrohre, Abdeckungen für Glashäuser, Zäune, oder den Transport (Bereifung der Fahrzeuge), bei Baustellen durch besagte Rohre, aber auch Farben und Lacke, Bodenbeläge, Materialien für die Bedachung, Isoliermaterial, Straßenbelag, Farbe für Markierungen. Elektronische Geräte enthalten ebenfalls viele Plastikteile. Die Medikamentenindustrie, und Gesundheitsversorgung erzeugt auch erhebliche Mengen an Plastikmüll. Die Gesamtmenge an Plastikmüll, die durch obige Bereiche verursacht wird, ist ungewiss.

### Versuche der Quantifizierung der Menge des in die Umwelt gelangten Plastiks
Mehrere Studien haben versucht, die Menge an Plastik, welche in die Umwelt gelangt ist, zu quantifizieren, sowohl die Mengen, die jeweils von einzelnen nationalen Staaten herrühren, als auch die Gesamtmenge. Sie stießen meist auf die Schwierigkeit, die Quellen und Mengen an Plastikmüll zu quantifizieren. Eine Studie kam zum Ergebnis, dass im Jahr 2015 zwischen 60 und 99 Millionen Tonnen schlecht gemanagter Plastikmüll produziert wurden. Borrelle et al. 2020 gaben eine Zahl an: Zwischen 19 und 23 Millionen Tonnen solchem Mülls seien 2016 in Gewässer gelangt. Gemäß Pew Charitable Trusts and SYSTEMIQ (2020) gelangten im selben Jahr 9 bis 14 Millionen Tonnen Plastikmüll in die Ozeane.
Trotz weltweiter Anstrengungen, die Produktion von Plastikmüll zu reduzieren, werden die negativen Auswirkungen auf die Umwelt wahrscheinlich zunehmen. Modellrechnungen gehen davon aus, dass ohne massive Eingriffe im Jahr 2040 zwischen 23 und 37 Millionen Tonnen pro Jahr ins Meer gelangen; im Jahr 2060 wird diese Zahl wohl 155 und 265 Millionen Tonnen pro Jahr betragen. Geht man von einem „weiter-wie-bisher“-Szenario aus, würden diese Steigerungen wohl durch eine steigende Produktion von Plastikprodukten verursacht. Diese Steigerung wäre einer steigenden Nachfrage geschuldet, gepaart mit unzureichenden Verbesserungen in der Abfallbewirtschaftung. Bereits jetzt hat Plastikmüll gravierende Auswirkungen auf die Umwelt; die vorhergesagten Steigerungen würden das bestehende Problem massiv verschärfen.
Der Handel mit Plastikmüll wurde als Hauptgrund für die Verschmutzung der Meere identifiziert. Länder, welche den Müll importieren, verfügen oft nicht über die Kapazitäten, das ganze Material fachgerecht zu entsorgen. Daher haben die Vereinten Nationen Minimalstandards vorgeschrieben, welche für den Handel mit Plastikmüll einzuhalten sind.

## Arten von Plastikmüll
Es gibt grob vier Arten von Plastik, die zur Verschmutzung beitragen: Nano-, Mikro-, Makro- und Megaplastik. Mikro- und Megaplastik finden sich am ehesten auf der Nordhalbkugel, konzentriert auf urbane Zentren und Strandbereiche. Plastikteile finden sich auch vor der Küste mancher Inseln, weil sie von Meeresströmungen dorthin gespült wurden. Sowohl Mega- als auch Makroplastik finden sich als Teil von Verpackungen, Schuhwerk, und andere Haushaltsgegenstände, welche von Schiffen gespült wurden oder auf Mülldeponien abgeladen wurden. Gegenstände, welche die Fischerei betreffen, finden sich eher im Umkreis abgelegener Inseln. Nach Größe können diese Stücke ebenfalls in Mikro-, Meso- oder Makroteile klassifiziert werden.
Plastikmüll kann auch als primär oder sekundär klassifiziert werden: Primärer Plastikmüll befindet sich noch in seiner ursprünglichen Form, wenn er eingesammelt wird. Beispiele davon sind Plastikverschlüsse von Flaschen, Zigarettenstummel, und Kleinstteile, welche nur wenige Millimeter groß sind. Sekundärer Plastikmüll entsteht, wenn primärer Plastikmüll zerfällt oder natürlichen Zerfallsprozessen ausgesetzt ist.

### Mikroplastik

Mikroplastik auf der Meeresoberfläche, 1950–2000, mit Vorhersagen, in Millionen metrischer Tonnen

Plastikteile von einer Größe zwischen 2 mm und 5 mm werden als Mikroplastik bezeichnet. Größere Plastikteile, welche Zerfallsprozessen oder Kollisionen ausgesetzt sind, werden im Laufe der Zeit zu Mikroplastik. Beim Recycling werden größere Plastikteile ebenfalls zerkleinert, bevor sie zu neuen Plastikteilen zusammengefügt werden. Solche Kleinstteile gelangen während der Produktion auch oft in die Umwelt. Durch verschiedene Gewässer werden sie ins Meer gespült. Mikroplastikbestandteile von Kosmetikprodukten werden im Englischen auch „scrubbers“ genannt. Weil sie so klein sind, werden Mikroplastikteile oft von Filtrierern gefressen.
Die zerkleinerten Plastikteile, die zur Produktion reziklierten Plastiks eingesetzt werden, heißen im Englischen „nurdles“. Die Organisation Ocean Conservancy berichtete, dass die Staaten China, Indonesien, die Philippinen und Vietnam mehr Plastik ins Meer schütten als alle anderen Staaten zusammen. Es wird angenommen, dass bis zu zehn Prozent der Plastikteile in den Weltmeeren Nurdles sind. Nurdles zählten somit zu einer der häufigsten Formen von Plastikmüll, gemeinsam mit Plastiksäcken und Essensbehältern aus Plastik. Diese Teilchen sammeln sich in den Ozeanen und führen zur Verbreitung von Bio-akkumulierenden Toxinen, wie Bisphenol A, Polystyrol, DDT und PCBs, welche wasserabweisend sind, und die Gesundheit schädigen können.

### Makroplastik
Plastikstücke größer als 20 mm gelten als Makroplastik. Beispiele für Makroplastik sind Einkaufstaschen aus Plastik. Makroplastik findet sich oft im Meer und kann großen Einfluss auf die lokale Population an Tieren haben. Relativ weit oben in der Liste stehen sogenannte Geisternetze. Dabei handelt es sich um Fischernetze, die aufgegeben wurden oder verloren gingen. Selbst nachdem sie aufgegeben wurden, fangen sie noch Organismen ein und anderer Plastikmüll verheddert sich in ihnen. Je länger sie im Wasser verbleiben, desto schwieriger wird es, sie zu entfernen. Nach einer gewissen Zeit haben sie so viel Material gesammelt, dass sie zu schwer zum Entfernen sind; es wurden Fischernetze mit einem Gewicht von bis zu sechs Tonnen gefunden.

## Staaten, die stark verschmutzen

Anteil des Plastikmülls, welcher nicht fachgerecht gehandhabt wird

Pro Kopf nicht-fachgerecht-gehandhabter Plastikmüll (Kilogramm pro Person und Tag)

Die Vereinigten Staaten sind Weltmeister in der Erzeugung von Plastikmüll. 2016 verursachten sie 42 Millionen metrische Tonnen Plastikmüll. Das ist mehr Plastikmüll als alle Staaten der Europäischen Union zusammengenommen erzeugen. Wird allerdings die schlechte Entsorgung von Plastik – also Plastik, welches durch unzureichende Entsorgung in die Weltmeere gelangt – in Betracht gezogen, so führen hier klar China und südostasiatische Staaten die Rangfolge der verschmutzenden Staaten an.